# Neutronstjerne
En neutronstjerne er en stjerne, der hovedsageligt består af neutroner.
Neutronstjerner blev som begreb første gang introduceret i den teoretiske astrofysik i 1934 af astrofysikerne Walter Baade og Fritz Zwicky. I 1967 blev den første neutronstjerne med sikkerhed observeret, og der er til dato opdaget cirka 2.000 neutronstjerner i Mælkevejen og Den Store Magellanske Sky. Størstedelen af de kendte neutronstjerner er såkaldte radio pulsarer.

## Dannelse
Neutronstjerner formodes at kunne dannes som restprodukter ved nogle supernovaeksplosioner. Eksplosionen kan sammenpresse den eksploderende stjernes centrum så tæt, at atomkernerne opløses. Partikel-fysiske processer vil herefter omdanne hovedparten af protonerne til neutroner. Neutronerne vil degenerere og forhindre yderligere kollaps.
Teoretisk set kan en neutronstjerne dannes når en kæmpestjerne eksploderer som en supernova af typerne Ib, Ic II, IIL, IIP eller IIn.

## Egenskaber
En neutronstjernes massefylde er tæt på atomkerners og neutroners.
Selvom neutronerne ligger meget tæt som hadronerne i en atomkerne, kan man ikke betragte en neutronstjerne som en gigantisk atomkerne. I en neutronstjerne er det gravitationen som holder partiklerne tæt sammen modsat atomkernekrafterne svag kernekraft eller stærk kernekraft i atomkerner.
En typisk neutronstjerne har en masse på omkring 1,35 – 2,1 gange solens masse, samtidig har den en radius på 1/30.000 – 1/50.000 af Solens, hvilket svarer til 10 – 20 km. Neutronstjerner har en massefylde på mellem 8×10^13 – 2×10^15 g/cm³, omkring den samme massefylde som en atomkerne.

### Pulsarer og rrat
Nogle neutronstjerner udsender kraftige radiopulser og de kaldes også for pulsarer eller rrat. De fleste af de neutronstjerner vi kender er radio pulsarer, muligvis fordi den kraftige radiostråling gør dem nemmere at opdage.

### Magnetarer
Teorien tyder på, at der findes neutronstjerner med meget stærke magnetfelter. Sådanne neutronstjerner omtales som magnetarer.

## Observationer
Der er observeret mange neutronstjerner siden de blev teoretisk forudsagt i 1934 af Walter Baade og Fritz Zwicky.
Den første neutronstjerne der blev detekteret, var pulsaren i Krabbetågen. I 1965 havde astronomerne Antony Hewish og Samuel Okoye observeret en besynderlig kilde til kraftig radiostråling i den velkendte stjernetåge. Krabbetågen har været kendt siden 1054, hvor den blev dannet som følge af en supernovaeksplosion. Det var først den 10. november 1968, at pulsaren NP 0532 i tågens midte blev fundet og identificeret som kilde til radiostrålingen. Opdagelsen blev gjort at et team ledet af Richard Lovelace ved Arecibo-Observatoriet i Puerto Rico. Allerede den 28. november 1967, havde astronomerne Jocelyn Bell Burnell og Antony Hewish dog opdaget en anden radio pulsar, nemlig PSR B1919+21 med en periode på 1,3373 sekunder.
Blandt de nærmeste kendte neutronsterner er "De Fantastiske Syv" (The Magnificent Seven). Det er en lille isoleret gruppe af neutronstjerner i en afstand på 200 til 500 parsec fra Jorden. I år 2000 observerede Hubble-rumteleskopet neutronstjernen RX J185635-3754 i retning af stjernebilledet Sydlige Krone. Supernovaen som skabte den for omkring 1 million år siden, sendte neutronstjernen afsted med stor fart og den er den nærmeste kendte neutronstjerne i en afstand på 140 parsec (ca. 450 lysår). I August 2006 blev neutronstjernen Calvera opdaget ved hjælp af NASAs Swift satellit. Dens præcise afstand fra Jorden er ikke fastslået med sikkerhed, men ligger mellem 250-1.000 lysår (77 - 307 parsec). En anden nær neutronstjerne er den meget gamle PSR J0108-1431 der ligger i en afstand på måske 130 parsec i retning af stjernebilledet Hvalen.
To pulsarers spirallering mod hinanden (også kaldet en double pulsar, se rumtidsillustration) blev observeret i 2003 og deres bevægelser passer meget nøjagtig med Einsteins ligningers forudsigelser (indenfor 99,95%).